# 丝鳍天竺鲷
絲鰭圓竺鯛（学名：Sphaeramia nematoptera）为天竺鲷科圓竺鲷属的鱼类，俗名丝鳍高身天竺鲷、丝鳍天竺鲷。分布于日本的西表島、热带印度西太平洋、台湾岛等。该物种的模式产地在Manado、苏拉威西岛。
可长至8公分。体色灰白，第一背鳍下有一宽黑横纹，后半部分身体有黄棕色圆点，第二背鳍延长成丝状。
夜行性，栖息于6到14米深的珊瑚礁区域，群聚在珊瑚的枝缝内。夜间会游到靠近水面处。食物主要是动物类浮游生物。能夠適應飼養環境，可以冷凍磷蝦等投喂，甚至會進食浮片飼料。在觀賞魚的發展中已經有人工繁殖的紀錄。本種和S. orbicularis（斑帶天竺鯛）大致相似，其區別方式可根據體側的橫帶寬度，和橫帶後方的圓點密度區別，本種白寬頻較寬；圓點密度較大。口孵性魚類，雌雄差別較小，不易分辨。繁殖時雄性會將卵含在嘴裡進行孵化，約1周左右可孵化出幼體。幼體個體較小，成活率低。繁殖時需提供安靜環境，以防雄性受驚后吐卵。卵吐出后較難孵化。